# 巨鹿県
座標: 北緯37度13分15.967秒 東経115度02分14.927秒 / 北緯37.22110194度 東経115.03747972度
巨鹿県（きょろく-けん）は、中華人民共和国河北省邢台市に位置する県。秦代から南北朝時代にかけて同名の巨鹿県が設置されたが、これは別県である。また鉅鹿県とも表記される。

## 歴史
前漢により設置された南䜌県を前身とする（䜌は「欒」の「木」を取り除いたもの）。西晋により廃止され、管轄区域は任県に編入されたが、五胡十六国時代の後趙により再設置され、607年（大業3年）に隋代により鉅鹿県と改称され現在に至る。
近くを流れる黄河の分流が度々氾濫を起こしたために幾度と無く水没し、その度に河道が移動し宋代の1108年（大観2年）に現在地へと移った。

## 行政区画
- 鎮:巨鹿鎮、王虎寨鎮、西郭城鎮、官亭鎮、閻疃鎮、小呂寨鎮、蘇家営鎮、観寨鎮
- 郷:堤村郷、張王疃郷